# مکس امرسان
مکس امرسان (انگلیسی: Max Emerson؛ زادهٔ ۷ سپتامبر ۱۹۸۸) هنرپیشه، مدل، نویسنده، کارگردان و یوتیوبر اهل ایالات متحده آمریکا است. او به خار مدل بودن و حضور در شبکه‌های اجتماعی شناخته می‌شود. به خصوص در اینستاگرام. او نویسنده و کارگردان فیلمی به نام Hooked است و در نقش‌های کوچک تلویزیونی مانند قسمت آخر فصل پنجم سریال گلی بازی کرده‌است.